# Moskoukanaal
Het Moskoukanaal (Russisch: Канал имени Москвы; Kanal imeni Moskvy), tot 1947 Moskou-Wolgakanaal genoemd, is een kanaal tussen de rivier de Moskva en de belangrijkste waterverbinding van Europees Rusland, de rivier de Wolga. Het kanaal is gelegen in de oblasten Moskou en Tver en de stad Moskou. Het kanaal heeft een lengte van 128 kilometer en is geschikt voor zeeschepen tot 5000 ton.

## Geschiedenis

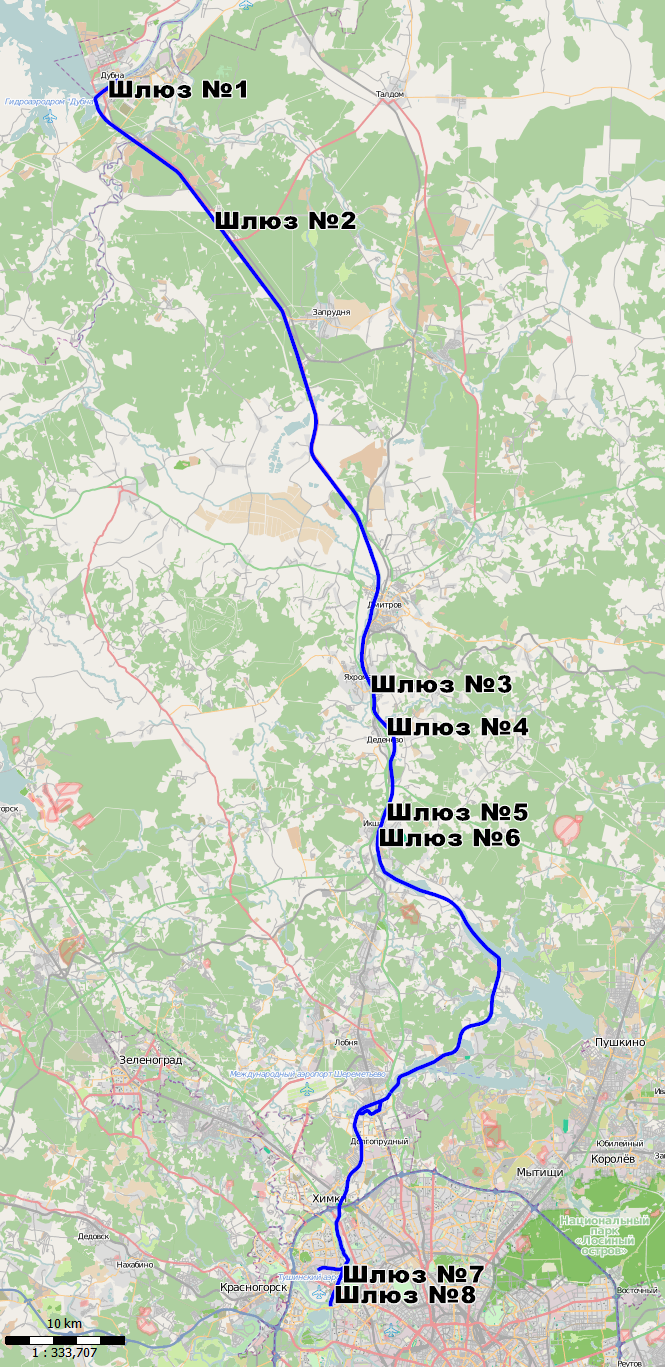
Schematische weergave van de route van het kanaal

Al in de tijd van Peter de Grote waren er plannen voor het maken van een verbinding tussen de Moskva en de Wolga om de positie van Moskou als industrieel centrum te versterken. In die tijd werden drie mogelijke routes voorgesteld, waarbij vanwege het technologische niveau van die tijd zo min mogelijk grondwerk hoefde te worden verzet. In 1844 werd een klein deel gegraven (tussen Sestroj en Istra), maar daar bleef het bij en pas in de Sovjettijd werden nieuwe plannen gemaakt.
Voor het graven van het kanaal werd op 14 september de Dimitrovlag (onderdeel van de Goelag) opgezet. Dit ITL was ook onder andere verantwoordelijk voor de aanleg van het Stuwmeer van Rybinsk, waarvoor ruim 220.000 mensen gedwongen werden geëvacueerd en waarbij een stad en honderden dorpen onder water kwamen te staan. Gevangenen (op het hoogtepunt werden bijna 200.000 dwangarbeiders ingezet) groeven het kanaal, rivierhavens en bijbehorende waterbekkens vervolgens in 4 jaar en 8 maanden. Aan het einde van de bouw in 1937, tijdens de Grote Zuivering, werden honderden van de gevangenen en architecten en ingenieurs geëxecuteerd op verdenking van staatsgevaarlijke activiteiten. Op 15 juli 1937 werd het Moskou-Wolgakanaal vernoemd naar I. V. Stalin (Канал Москва — Волга им. И. В. Сталина) officieel geopend. In 1947 kreeg het haar huidige naam.

## Loop
De rivier start bij het Stuwmeer van Invankovo in de buurt van de stad Doebna, waar zich een sluis en de waterkrachtcentrale Ivankovskaja bevinden. Vandaar loopt het kanaal omhoog over een lengte van 74 kilometer langs de noordelijke uitloper van de Klin-Dimitrovrug (hoogte tot 38 meter). Op dit traject bevinden zich 5 sluizen (nr.2 tot nr.6). Het volgende traject, dat 50 kilometer beslaat, kruist het stroomgebied van de Wolga en Oka. Hier bevinden zich een aantal waterbekkens van de stad Moskou; Iksjinskoje, Pestovskojebekken, Pjanovskojebekken (Oetsjabekken), Kljazmabekken en Chimkabekken). Een totaal van 19,5 kilometer van het kanaal loopt door deze waterbekkens. De bevaarbare route van het kanaal eindigt bij het noordelijk rivierstation en de noordelijk rivierhaven van Moskou. In het laatste en kortste deel, dat 3 kilometer omvat, daalt de rivier 36 meter, daarbij geholpen door 2 sluizen (nr, 7 en nr. 8) en is ze bedijkt, met name bij de Volokolamskstraatweg (Volokolamskoje sjosse).

## Kunstwerken en gebruik
In het kanaal bevinden zich meer dan 240 verschillende waterbouwkundige werken. Alle sluizen zijn geautomatiseerd. Het kanaal levert water aan Moskou en de Moskva (jaarlijks stroomt 1,8 km³ water van de Wolga naar de Moskva) en de 8 waterkrachtcentrales aan de rivier leveren elektriciteit aan veel bedrijven in Moskou. Door achterstallig onderhoud zijn veel kunstwerken echter in verval geraakt en de herstelkosten bedragen naar schatting 1,5 tot 3 miljard Russische roebel (ongeveer 86 miljoen euro).
Door het kanaal heeft de stad Moskou sindsdien toegang tot 5 zeeën: de Witte Zee, Oostzee, Kaspische Zee, Zee van Azov en de Zwarte Zee. Om deze reden wordt Moskou soms ook wel de "haven van de 5 zeeën" (порт пяти морей; port pjati morej) genoemd. Naast een transportverbinding vormt het kanaal ook de bron voor ongeveer de helft van de drinkwatervoorziening van Moskou, terwijl de oevers van de vele waterbekkens vaak worden gebruikt als recreatiegebieden (bijvoorbeeld vakantiehuizen, sanatoria en visplaatsen).
De grootste goederenhavens zijn Moskouse noordelijk rivierhaven, Jachroma, Dmitrov en Bolsjoj Wolga. Over het kanaal worden onder andere bouwmaterialen, hout, graan, olie en steenkool vervoerd.